# 坎皮纳韦尔迪
坎皮纳韦尔迪是巴西米纳斯吉拉斯州的一个市镇。总面积3663.418平方公里，总人口18680人，人口密度5.1人/平方公里。